# Hudson Leick

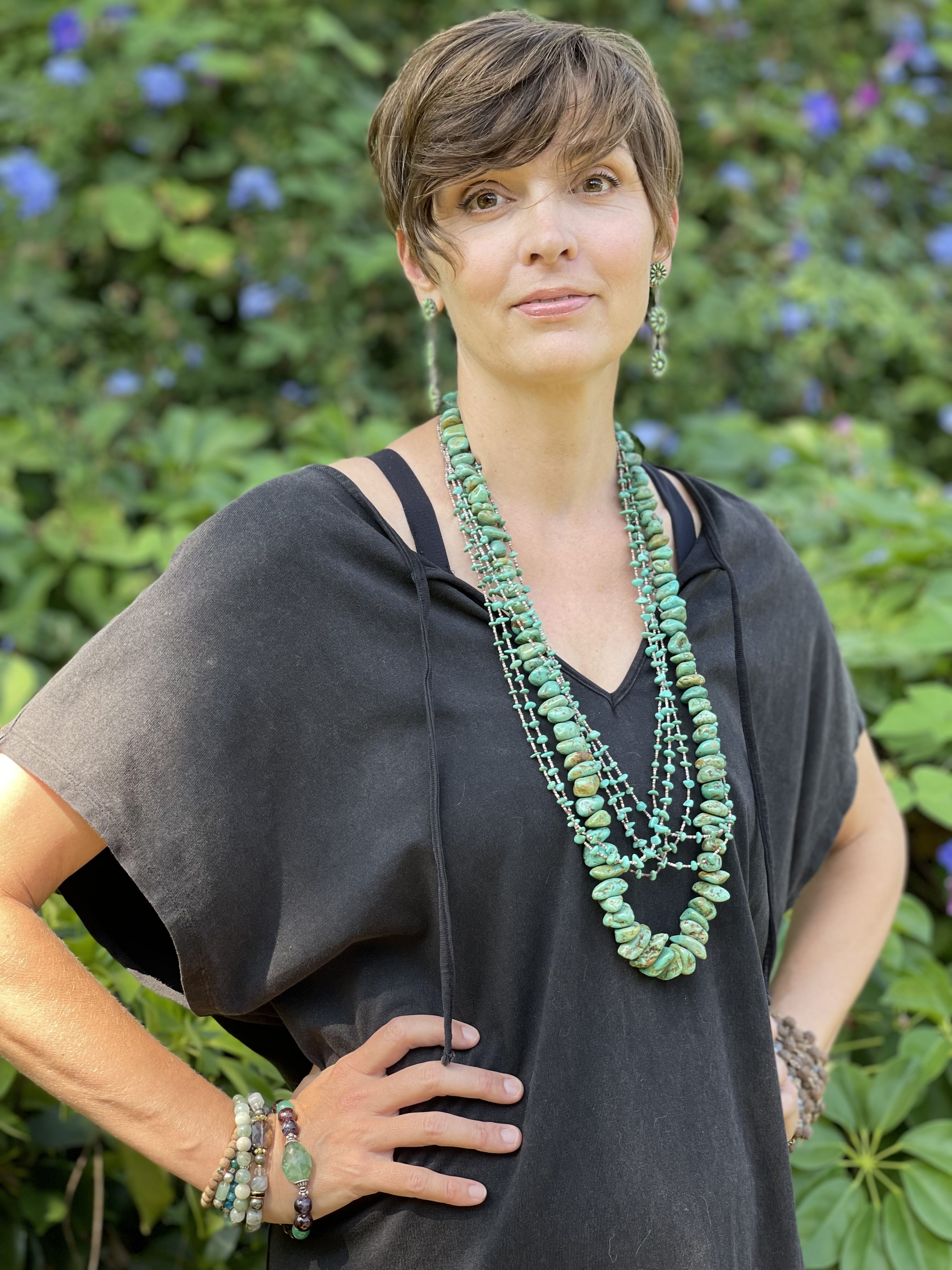
Hudson Leick, 2021

Hudson Leick (* 9. Mai 1969 in Cincinnati, Ohio als Heidi Hudson Leick) ist eine US-amerikanische Schauspielerin und Fotomodell.

## Karriere
Nach ihrem Highschool-Abschluss arbeitete Leick als professionelles Model unter anderem in Japan und Frankreich. 
Schließlich entschied sie sich, eine Schauspielkarriere anzustreben.
Ihre ersten Schritte als Schauspielerin machte Leick mit Gastauftritten in der Kriminalserie Law & Order und im Fernsehfilm Knight Rider 2010. 1995 konnte sie durch ihr Mitwirken in zehn Folgen der Serie Melrose Place ihren bis dahin größten Erfolg verbuchen. 
Größere Popularität erlangte sie durch die Rolle der wahnsinnigen Callisto (1996–2000) in der Fantasyserie Xena – Die Kriegerprinzessin. Auch in der Schwesterserie Hercules setzte sie ihre Rolle als Xenas Erzfeindin in drei Gastauftritten fort.
Auch danach war Hudson Leick vor allem als Gastdarstellerin in verschiedenen Serien aktiv, so unter anderem in Eine himmlische Familie, Tru Calling, CSI: Den Tätern auf der Spur und dem Science-Fiction-Film Kampf der Maschinen.
Im Kino sah man sie neben Cuba Gooding Jr. in Chill Factor (1999). Ihr Schaffen für Film und Fernsehen umfasst rund 30 Produktionen.

## Serien und Filme
- 1992: CBS Schoolbreak Special (Fernsehserie)
- 1993: Law & Order (Fernsehserie)
- 1994: Knight Rider 2010 (Fernsehfilm)
- 1995: University Hospital (Fernsehserie)
- 1995: Melrose Place (Fernsehserie)
- 1996: Hijacked: Flight 285 (Fernsehserie)
- 1996: Dangerous Cargo
- 1996–2000: Xena – Die Kriegerprinzessin (Fernsehserie)
- 1997: After the Game
- 1997: Ein Hauch von Himmel (Fernsehserie)
- 1997–1999: Hercules (Fernsehserie)
- 1998: Die nackte Wahrheit über Männer und Frauen
- 1998: Eine himmlische Familie (Fernsehserie)
- 1999: Blood Type
- 1999: Der Chill Faktor
- 1999: Safe Harbor (Fernsehserie)
- 2001: Cold Heart
- 2003: Fastlane (Fernsehserie)
- 2003: Tru Calling – Schicksal reloaded! (Fernsehserie)
- 2003: Primal (Videospiel, Stimme)
- 2003: Lords of EverQuest (PC-Spiel, Stimme)
- 2005: CSI: Vegas (Fernsehserie)
- 2006: A.I. Assault (Fernsehfilm)
- 2007: Evil Ground – Fluch der Vergangenheit (Hallowed Ground)
- 2007: Nip/Tuck – Schönheit hat ihren Preis (Fernsehserie)
- 2008: One, Two, Many
- 2008: Unconditional (Kurzfilm)
- 2008: Shark (Fernsehserie)
- 2010: Paris Connections
- 2010: Law & Order: LA (Fernsehserie)
- 2011: All It Will Ever Be (Kurzfilm)
- 2013: Mid Life Gangster
- 2018: Blood Type